# Mecosarthron tritomegas
Mecosarthron tritomegas là một loài bọ cánh cứng trong họ Cerambycidae.